# Concertación Descentralista
Concertación Descentralista fue una alianza política entre el Partido por la Democracia Social - Compromiso Perú (liderado por Susana Villarán), el Movimiento Humanista Peruano (liderado por Yehude Simon) y varios movimientos regionales que presentaron la postulación de Susana Villarán a la Presidencia de la República en las elecciones generales del Perú de 2006.

## Historia
Se anunció formalmente el 10 de diciembre de 2005, apenas dos días después de que ambos partidos obtuvieran el reconocimiento formal por parte del Jurado Nacional de Elecciones, la autoridad del proceso electoral.
La candidata de la coalición a la presidencia fue Susana Villarán. El discurso político giró en torno a la descentralización, tanto política como económica, la reducción de la pobreza y la reforma estatal.
Las primeras encuestas donde apareció la coalición le dieron un 3%, en sexta posición de la general. Sorprendentemente, la candidata obtuvo solo un 0,6% y quedó en séptimo lugar.
La Concertación Descentralista fue partidaria del movimiento del software libre. 
En las elecciones legislativas celebradas el 9 de abril de 2006, la alianza obtuvo el 0,9% del voto popular pero ningún escaño en el Congreso de la República.
La alianza se disolvió una vez finalizadas las elecciones. Más adelante Susana Villarán formaría el Partido Descentralista Fuerza Social, y Yehude Simon el Partido Humanista Peruano.

## Resultados Electorales

### Elecciones presidenciales
| Año  | Fórmula presidencial | Fórmula presidencial | Fórmula presidencial    | Fórmula presidencial | Votos  | %               | Resultado | Notas |
| Año  | Presidente           | Presidente           | Vicepresidentes         | Vicepresidentes      | Votos  | %               | Resultado | Notas |
| ---- | -------------------- | -------------------- | ----------------------- | -------------------- | ------ | --------------- | --------- | ----- |
| 2006 |                      | Susana Villaran      | 1.º                     | Nery Saldarriaga     | 76 106 | \| \| 0.62 % \| | 7°        |       |
| 2006 | 2.º                  | Susana Villaran      | Carlos Paredes Gonzales |                      | 76 106 | \| \| 0.62 % \| | 7°        |       |
|      | 0.62 %               |                      |                         |                      |        |                 |           |       |

### Elecciones parlamentarias
| Año  | Congresistas | Congresistas    | Congresistas | Posición | Notas                                 |
| Año  | Votos        | %               | Escaños      | Posición | Notas                                 |
| ---- | ------------ | --------------- | ------------ | -------- | ------------------------------------- |
| 2006 | 91 784       | \| \| 0.85 % \| | 0/120        | 15.º     | El Partido no paso la Valla electoral |
|      | 0.85 %       |                 |              |          |                                       |